# توربيف
توربيف (Турбів) هي بلدة من النمط المدني في منطقة ليبوفيتس في محافظة فينيتسا في أوكرانيا. تقع على نهر ديسنا الرافد لنهر بوغ الجنوبي. تقع على بعد 25 كم مدينة فينيتسا، عاصمة المحافظة التي تحمل نفس الاسم. يبلغ عدد سكان البلدة 7013 نسمة. أسست في العام 1545.